# Borstäxing
Borstäxing (Rostraria cristata) är en gräsart som först beskrevs av Carl von Linné, och fick sitt nu gällande namn av Nikolai Nikolaievich Tzvelev. Borstäxing ingår i släktet borstäxingar, och familjen gräs. Inga underarter finns listade i Catalogue of Life.

## Bildgalleri

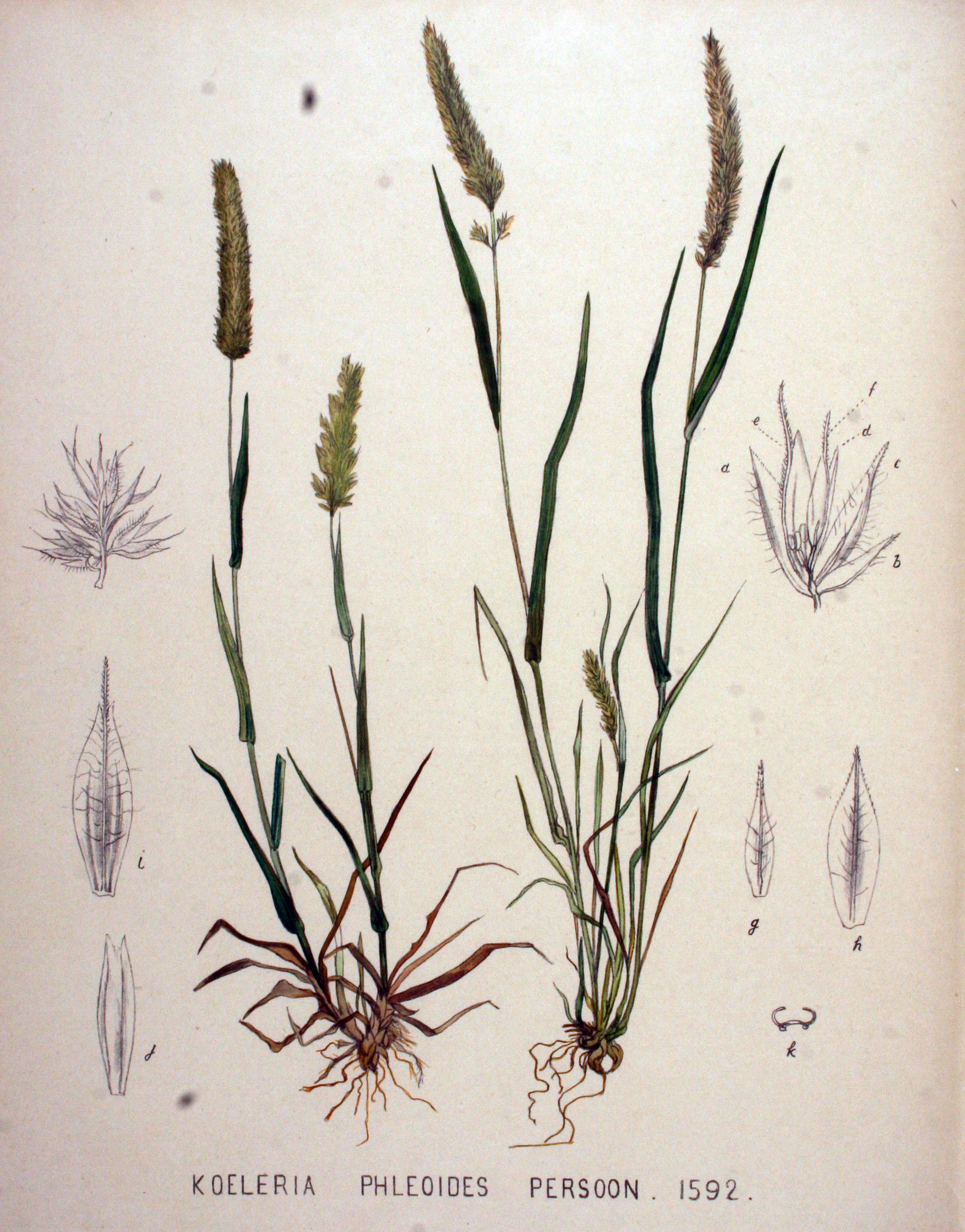